# Borel C2
Le Borel C2 (parfois appelé Borel-Boccaccio Type 3000) est un avion de chasse biplace développé en France en 1918[Passage contradictoire (plus bas c'est marqué 1919)] pour répondre à des exigences militaires. C'est un dérivé biplace du Borel C1 monoplace, avec une cabine arrière pour un mitrailleur.
Propulsé par un moteur V8 Hispano-Suiza 8 Fb de 300 chevaux et armé de mitrailleuses Vickers et Lewis, le Borel C2 avait une vitesse maximale de 242 km/h et une autonomie de 3 heures. Bien que ses performances aient plutôt bien satisfait aux exigences, il ne fut pas produit en série car il ne surpassait pas en vitesse le SPAD S.XX, déjà testé en 1918.

## Conception
Le Borel C2 (désignation officielle), un avion de chasse biplace, a été conçu par Paul Boccaccio pour les Établissements Borel.
Ce chasseur fut développé en 1919, après la Première Guerre mondiale, dans un contexte de transition pour l’industrie aéronautique française, marquée par la fin du conflit et la redéfinition des priorités militaires.
Le Borel-Boccaccio Type 3000 était un biplan à deux baies propulsé par un moteur Hispano-Suiza 8Fb de 300 ch, refroidi par eau. L'appareil était armé de trois mitrailleuses Vickers de 0,303 pouces (7,7 mm), dont une fixée et synchronisée à l’avant et deux montées sur un support de type Scarff dans le cockpit arrière. Et puis un troisième canon Lewis était prévu. Il était installé dans le plancher du fuselage, pour tirer sur des cibles mobiles vers l'arrière et vers le bas.
Essais
Les premiers essais ont eu lieu en 1919 dans le ciel de Villacoublay, où des performances prometteuses furent observées. Mais... bien que l'appareil ait montré de bonnes capacités, notamment en termes de vitesse et de manœuvrabilité, et bien il arriva trop tardivement pour justifier un développement continu à la suite des essais. Le contexte après-guerre et les changements dans les priorités militaires ont tout simplement conduit à l'abandon du projet.
D'ailleurs, un seul prototype fut construit, et plusieurs ajustements furent apportés pendant les essais pour améliorer sa performance. Parmi les principales modifications on a pu voir entre autres :
- Le train d'atterrissage, renforcé (et donc une meilleure stabilité).
- Le système de radiateurs pour un refroidissement plus efficace du moteur.
- Les haubans de l’empennage, ce qui va renforcer la structure de l’appareil.
- Le système d’échappement pour réduire la température afin d'améliorer les performances globales de l'avion[3].

En 1925, une tentative fut réalisée pour relancer le Borel-Boccaccio Type 3000 sous une nouvelle version désignée Borel CA n2, conçue comme un chasseur de nuit biplace. Cette adaptation comprenait des modifications spécifiques aux vols nocturnes : une verrière fut ajoutée afin de protéger l'équipage, tandis que la conception des ailes et du fuselage fut repensée pour répondre aux exigences de ce type de missions particulières.

## Caractéristiques
| Type                                                                                        | Chasseur biplace, désigné Borel C2                                   |
| Essais                                                                                      | 1919, Villacoublay                                                   |
| Moteur                                                                                      | Hispano-Suiza 8Fb, 8 cylindres en V, 300 ch                          |
| Armement                                                                                    | 1 mitrailleuse Vickers fixe et synchronisée de 0,303 pouces (7,7 mm) |
| 2 mitrailleuses Vickers de 0,303 pouces (7,7 mm) sur support Scarff dans le cockpit arrière |                                                                      |
| 1 canon Lewis pour tir vers l'arrière et vers le bas                                        |                                                                      |
| Vitesse maximale                                                                            | 161 mph (260 km/h) à 3 280 pieds (1 000 m)                           |
| Temps pour 6 560 pieds (2 000 m)                                                            | 5,65 min                                                             |
| Endurance                                                                                   | 3 h                                                                  |
| Dimensions                                                                                  |                                                                      |
| Longueur                                                                                    | 7,15 m                                                               |
| Envergure                                                                                   | 11,40 m                                                              |
| Surface de l'aile                                                                           | 32,5 m²                                                              |
| Poids                                                                                       |                                                                      |
| Poids à vide                                                                                | 807 kg                                                               |
| Poids en charge                                                                             | 1 340 kg                                                             |